# 코바야시 넨지
코바야시 넨지(일본어: 小林 稔侍 고바야시 넨지[*], 1943년 2월 7일~)는 일본의 배우이다.
가쓰라기정에서 태어났다.

## 방송
- 출입금지의 여자 ~사건기자 구로가네~
- 오오에도 수사망 2015
- 닥터-X ~외과의 다이몬 미치코~
- 커피집의 사람들
- 원죄사형

## 영화
- 불능범 (2018년) - 도리모리 히로시 역
- 별 순회 마을 (2017년)
- 가족은 괴로워2 (2017년)
- 굿바이 위험한 형사 (2016년)
- 동경가족: 두 번째 이야기 (2016년)
- 출입금지의 여자 ~사건기자 구로가네~  (2015년)
- 오오에도 수사망 2015 (2015년)
- 커피집의 사람들 (2014년)
- 작은 집 (2014년)
- 원죄사형 (2013년)
- 두근두근, 도쿄! (2013년)
- 백호대 (2013년)
- 히마와리와 나의 7일 (2013년) - 사쿠라이 역
- 동경가족 (2013년) - 노마타 산페이 역
- 씨 유 (2012년)
- 화장실의 신 (2011년)
- 일본계 미국인 (2010년)
- 남동생 (2010년)
- 지지 않는 태양 (2009년)
- 쓰바키 산주로 (2007년) - 구로후지 역
- 무사의 체통 (2006년) - 히구치 사쿠노스케 역
- 요시쓰네 (2005년)
- 아직도 위험한 형사 (2005년) - 후카마치 신조 역
- 검은 색 가죽 수첩 (2004년)
- 숨겨진 검, 오니노츠메 (2004년)
- 카페 뤼미에르 (2003년)
- 황혼의 사무라이 (2002년)
- 호타루 (2001년)
- 학교 4 - 15살 (2000년)
- 철도원 (1999년) - 센 역
- 오다 노부나가 (1998년)
- 학교 3 (1998년)
- 낚시 바보 일지 9 (1997년) - 바다 쓰네타로 역
- 소년 우연대 (1996년)
- 막스의 산 (1995년)
- 맛있는 결혼 (1991년)
- 바보 자식! 저 화났습니다 (1988년) - 에피소드 4 - 타카하시 노보루 역
- 표류교실 (1987년)
- 도쿄 보델로 (1987년)
- 들과 산과 해변을 향해 (1986년)
- 그의 오토바이 그녀의 섬 (1986년)
- 살아있는 게 최고야 죽으면 끝이지 당 선언 (1985년) - 토바리 역
- 이른 봄 이야기 (1985년)
- 마각 (1985년)
- 야사 (1985년)
- 천국에서 가장 가까운 섬 (1984년)
- 이자카야조치 (1983년)
- 10층의 모기 (1983년)
- 안녕 나의 대지여 (1982년)
- 청춘의 문 (1981년)
- 골든 파트너스 (1979년)
- 호쿠리쿠대리전쟁 (1977년)
- 신칸센 대폭파 (1975년)
- 지옥에선 내일이 없다 (1966년)